# RioCan Real Estate Investment Trust

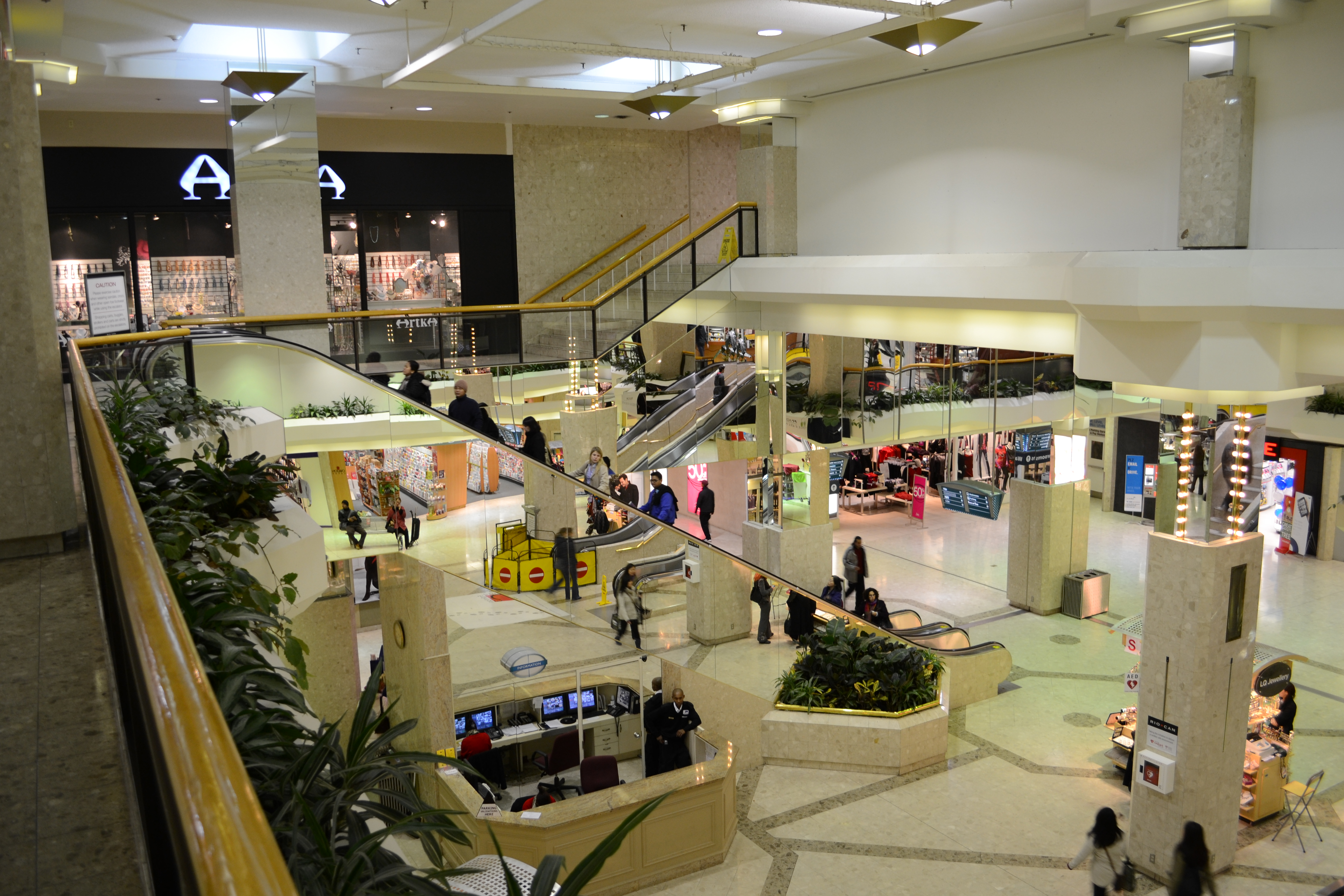
RioCan Yonge Eglinton Centre in Ontario

RioCan Real Estate Investment Trust (TSX: REI.UN) ist das größte Real Estate Investment Trust Unternehmen in Kanada. Der Hauptsitz des Unternehmens befindet sich in Toronto. Das Unternehmen verfügt Investitionen in über 350 Gewerbeflächen und Einkaufszentren in Nordamerika. Dazu zählen 293 Immobilien in Kanada und 47 in den USA. Das Unternehmen beschäftigt über 800 Mitarbeiter und ist an der Börse notiert. 

## Objekte
Das Unternehmen verfügt über Eigentum teilweise zu 100 % an den folgenden Immobilien (Auszug):
- The Commons, West Virginia, USA
- Commissioners Court Plaza, London, Kanada
- First Colony Center, Maryland, USA
- Huntington Square, New York, USA
- Shaws Plaza, Raynham, USA
- Granby Shopping Centre, Granby, Kanada
- White Shild Plaza, Toronto, Kanada
- Viewmount Centre, Ottawa, Kanada
- Lincoln Square, Arlington, USA
- Loyal Plaza, Williamsport, USA